# Thuringwethil
Thuringwethil (Engels: Woman of the Secret Shadow) is een fictief wezen in de werken van J.R.R. Tolkien.
Thuringwethil komt voor in De Silmarillion waar ze de vampier-boodschapper is van Sauron als hij heerst over Minas Tirith op het eiland Tol-in-Gaurhoth. Ze neemt de gedaante aan die lijkt op een vleermuis met aan de vleugels punten en ijzeren klauwen.
Lúthien gebruikt de huid van Thuringwethil, die ze van de wolfhond Huan heeft gekregen, om ongemerkt Angband binnen te dringen. Wanneer ze met Beren Erchamion een Silmaril steelt uit de kroon van Morgoth.